# Arroyo de Los Conventos
Der Arroyo de Los Conventos (auch Arroyo Conventos) ist ein im Osten Uruguays gelegener kleiner Flusslauf.
Der zum Einzugsgebiet der Laguna Merín zählende Arroyo de Los Conventos entspringt auf dem Gebiet des Departamento Cerro Largo in der Cuchilla de Mangrullo. Etwa auf halber Wegstrecke passiert er die Departamento-Hauptstadt Melo und mündet nach etwa 50 Kilometern Gesamtlänge in den Río Tacuarí.